# خوان رامون خيمينيث
خوان رامون خيمينيث مانتيكون (بالإسبانية: Juan Ramón Jiménez Mantecón، ولد في 23 ديسمبر 1881، موغير، ولبة، إسبانيا - توفي في 29 مايو 1958، سان خوان، بورتوريكو) شاعر إسباني، غزير الإنتاج، حصل على جائزة نوبل في الأدب سنة 1956. من أشهر أعماله بلاتيرو وأنا.

## مسيرته
ولد خوان رامون في بلدة موغير (بالإسبانية: Moguer)‏ بولبة. درس أول أعوامه فيها، ثم انتقل بعدها لقادس ليدرس في المدرسة اليسوعية، وهناك تعرف على أسماء أدبية ناشئة مثله، وفي هذه الفترة كتب أول قصائده وإن لم ينشر منها شيئاً. خلال تلك الفترة قرأ وتأثر بأعمال الإسبانيين أدولفو بيكر وغونغورا، والذي سيضيف لهما في فترات لاحقة من حياته، اسم شاعر نيكاراغوا المعروف روبن داريو، رائد مدرسة التحديث المودرنيزم في الشعر المكتوب باللغة الإسبانية، حيث سيتحول إلى معجب ودارس لمسيرته الشعرية. وهذا الإعجاب سيكون متبادلاً بين القمتين الشعريتين إلى درجة الصداقة. في تلك الفترة ونتيجة لهذا التشجيع، انتقل خمينث لمدينة مدريد وتواصل مع شعراء العاصمة وهناك نشر أول كتبه الشعرية بتأثر واضح بملامح الحركة التحديثية. وفي تلك الفترة أصيب بعوارض مرضية نفسية، أجبرته على العودة لقريته مُغير. في العام نفسه توفي والده، مما ضاعف مرضه وحزنه وإحساسه بالتوحد في هذا العالم.

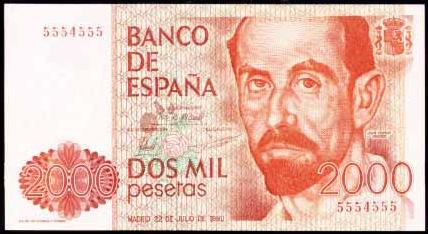
صورة خوان رامون خيمينيث على ورقة نقدية من فئة 2000 بيزيتا، صدرت عام 1981

سافر بعدها إلى فرنسا للعلاج والنقاهة، وهناك قرأ لشعراء الحركة الرمزية الفرنسية أمثال بودلير ومالارميه، مما سيترك أثراً واضحاً في كتبه الشعرية التي أنجزها في تلك الفترة. سافر فيما بعد إلى إيطاليا وشرع بكتابة ديوانه الثالث قصائد لينشره بعد عودته لمدريد. حولت الكتابة والمرض منذ هذه اللحظة لصيقين بحياة خيمينيث، إلى درجة أن أغلب الدراسات النقدية عنه لا بد لها من الدخول بتحليلات عميقة لأثر المرض في كتابات وحياة خمينث. خلال تلك الفترة خضع لعلاج طبي مستمر في مصحة نفسية حتى شعر بالاستقرار الجزئي وعاد سنة 1905 لمسقط رأسه في قريته مغير. أثناء تلك الفترة نضج فكره بشكل كبير، وعندها كتب مطولته النثرية المعروفة بلاتيرو وأنا.
جبل وسهل وبحر بعيد 
...... 
أتذكرينني، أنا الراعي التائه،
 
والمغني الغريب الذي غاب في أصقاع الشمال
 
ذات فجر صيفي وحيد.

### ثنوبيا
سنة 1911 عاد خيمينيث مجدداً لمدريد، واستقر في نزل للطلبة، وهو نفس النزل الذي مر فيه فيه سنوات لاحقة العديد من أهم أدباء وفناني إسبانيا في القرن العشرين مثل فيديريكو غارثيا لوركا، سلفادور دالي أو لويس بونويل.
التقى خوان رامون خيمينيث ثنوبيا كامبروني. لقائه بهذه الشابة المهتمة بالأدب، وهي ابنة لأم من ببويرتوريكو وأب إسباني، تحول إلى الأمل الوحيد في حياة خوان رامون خيمينيث. لم يكن طريق التقائهما سهلاً، فإضافة للفارق العمري ومعارضة عائلة الفتاة، لم تكن الفتاة متحمسة للزواج من رجل انعزالي وشاعر مصاب بالجنون والوهم. ولكن لقائاتهما المتكررة ونقاط ثقافية مشتركة عديدة قد أزاحت العديد من عراقيل ارتباطهما الرسمي الذي سيتم في عام 1916.
سافر مع خطيبته للولايات المتحدة للزواج وتمضية شهر عسل. لخص وقائع رحلته إلى نيويورك في ديوان «يوميات شاعر حديث الزواج» (1917) ومثلما يدل عنوان الكتاب فقد ألفه بما يشبه اليوميات بمزيج من النثر والشعرية وأدخل فيها موضوعاً سيعود إليه لاحقا شعراء من أمثال فيدريكو غارثيا لوريكا ألا وهو نيويورك رمزا للعصر الصناعي الجديد. ثم واصل سيره نحو «الشعر الخالص» الذي سيكون بمثابة ابتكار وعلامة مميزة لأغلب نتاجه الشعري اللاحق كما عليه في ديوانه «أبديات» (1918) ويحتوي هذا الديوان على بيت شعري شهير يلخص رؤيته ومفهومه الشعري:
بعد استقرار حالته الصحية نوعاً ما، عاد للكتابة الشعرية ليصدر حتى سنة 1936 عشرات الكتب من بينها: حجارة وسماء، أشعار، جمال والمحطة الشاملة. إثناء ذلك كان الشاعر قد دأب على جمع نتاجه الشعري في منتخبات كاملة، وهي نتاج مرحلته الإبداعية الأولى، وطبعت في 1922 بعنوان «المجموعة الشعرية الثانية». ولم يلبث أن اكتسبت هذه المجموعة أهمية فريدة من نوعها في الشعر الإسباني فتعد، أسوة بـ «الرومانث الغجري» لفيديريكو غارثيا لوركا و«عشرون قصيدة حب وأغنية يائسة» لبابلو نيرودا، إحدى الأعمال الشعرية المكتوبة باللغة الإسبانية الأكثر تأثيرا في القرن العشرين.

### المنفى
مع نشوب الحرب الأهلية الإسبانية عام 1936، فضل خمينث مصاحبة زوجته والهروب حتى الأراضي الأمريكية، بعد أن سهل لهم مانويل أثانيا السفر بجوازات ديبلوماسية. في البدء أقاما في نيويورك، ثم توجها إلى بويرتو ريكو، ليسافرا للاستقرار في كوبا لأكثر من ثلاث سنوات. وكان خيمينيث من المتحمسين للجمهورية الإسبانية، ولهذه الأسباب لم يرجع لبلده خلال فترة الديكتاتورية. يظهر موقفه السياسي جليا في إعداده كتاب متعاطف مع الجمهورية الإسبانية، عنوانه الحرب في إسبانيا، والذي لم يتمكن من نشره. تحدث فيه عن معتقداته السياسية المؤيدة لنظام الجمهورية واستعرض شخصية الأدباء الأسبان وظروفه وقال صراحة ما رأيه في نسبة منهم.
خلال هذه الفترة عمل في أكثر من جامعة وكتب العديد من المقالات النقدية في الشعر الإسباني والأميركي اللاتيني، والتي تم جمعها بعد وفاته وصدرت في كتابين. كما عمل كأستاذ زائر في الولايات المتحدة والأرجنتين حتى عودته النهائية عام 1951 لبويرتكو ريكو، ليستقر فيها بسبب من تردي وضعه الصحي. في بويرتوريكو، إنضما لكادر التدريس في الجامعة الوطنية، حيث اُحتفي بهما بشكل لا مثيل له، حتى أن الجامعة قد أطلقت إسميهما على قاعة دراسية.
خلال تلك الفترة حتى عام 1958 اشتدت وطأة مرضه وبدأ يمر بحالات مرضية عصبية متكررة. أثناء ذلك أصيبت زوجته زنوبيا بالسرطان، وعلى الرغم من علاجها المتكرر، إلا أن المرض قضى عليها لتموت بعد ثلاث أيام من تلقيهما خبر منح خيمينيث جائزة نوبل للآداب عام 1956، وهي التي عملت كل جهودها خلال سنين طوال من أجل التعريف بخمينث في الأوساط الأكاديمية لجائزة نوبل.
بعد رحيل زوجته، لم تستقر حالة خيمينيث المرضية، ليرحل عن العالم في 29 من شهر مايو عام 1958، ليدفن في منفاه الأخير بويرتوريكو.

## نقد ودراسات عنه
خطى خوان رامون خيمينيث خطواتها الفنية الأولى تحت لواء الحداثة الإسبانية واللجوء إلى الأوزان والأنماط الملازمة للنظم الشعبي الرومانث. وتمثلت تجربته الحداثية في «بادرة واسعة وحرة ومتحمسة نحو الجمال» على حد تعبيره، قصائده الأولى تعكس هذا الهدف المبني على الشكل على حساب المضمون. وتزخر هذه القصائد الأولية بالسوداوية وحبكة لغوية لا تخلو من التصنع التعبيري والأناقة الهشة. إلا أنه طرأ على إنتاجه تغيير جذري إثر صدور كتابه المنثور المكتوب بلغة شعرية أنا وبلاتيرو حيث سيهجر التكلف والاصطناع إلى البساطة والأصالة اللغويتين.

### علاقة خمينث بالشعر العربي
كتب العديد من المتأسبنين العرب، وبعض النقاد الإسبان، في علاقة خيمينيث بالشعر العربي، وشعر المتصوفة خاصة. وتعتبر دراسة محمود عباس العقاد لخوان رامون خيمينيث هي الأولى من نوعها في العالم العربي، مع منتخبات متفرقة من شعره (بالأخص من كتابه بلاتيرو وأنا)، على الرغم من أن محاولة الأديب العقاد كانت منصبة حول جائزة نوبل بدرجة أولى، والكتابة عن شاعر أندلسي ثانياً، وكأنه أراد به إرجاعه لزمرة الشعراء العرب حتى لو لم يكتب باللغة العربية، لكن ترجمة العقاد ودراسته لم تأت مكتملة نتيجة عدم معرفته بلغة وآداب إسبانيا، إذ نقلها عن الإنكليزية.

## مؤلفاته
إصداراته الشعرية تزيد على أكثر من 40 ديوان شعري، ناهيك عن كتبه النقدية والنصوص النثرية الأخرى. من أعماله «حدائق بعيدة»، «مظهر الحزن»، «الاغنية التائهة» وأنا وبلاتيرو.

## وصلات خارجية
- خوان رامون خيمينيث على موقع IMDb (الإنجليزية)
- خوان رامون خيمينيث على موقع الموسوعة البريطانية (الإنجليزية)
- خوان رامون خيمينيث على موقع مونزينجر (الألمانية)
- خوان رامون خيمينيث على موقع ميوزك برينز (الإنجليزية)
- خوان رامون خيمينيث على موقع إن إن دي بي (الإنجليزية)
- خوان رامون خيمينيث على موقع أول ميوزيك (الإنجليزية)
- خوان رامون خيمينيث على موقع ديسكوغز (الإنجليزية)
- خوان رامون خيمينيث على موقع قاعدة بيانات الفيلم (الإنجليزية)
- (بالإسبانية) مؤسسة خوان رامون خيمينيث
- (بالإسبانية) نبذة عن خوان رامون خيمينيث
- (بالإنجليزية) صفحة خوان رامون خيمينيث على الموقع الرسمي لجائزة نوبل